# Hemibagrus hoevenii
Hemibagrus hoevenii és una espècie de peix de la família dels bàgrids i de l'ordre dels siluriformes.

## Morfologia
Els mascles poden assolir els 35 cm de longitud total

## Distribució geogràfica
Es troba a Java, Sumatra, Borneo i la península de Malaca.